# 山下祐加
山下 祐加（やました ゆか）は、日本の作曲家。主に合唱曲を手がけている。

## 経歴
1987年、東京都生まれ。
2006年に千葉県立東葛飾高等学校を卒業。
東京芸術大学音楽学部作曲科を経て、同大学大学院音楽研究科作曲専攻修了。 　　　　
作曲を尾高惇忠、日野原秀彦に、音楽理論を森垣桂一、野田暉行、林達也に師事。
2011年6月、大学内にて新作オラトリオ「李陵」を初演。
都留文科大学愛唱歌、取手市立取手西小学校校歌を作曲。

## 作品
混声4部合唱
- Amarcord（作詞：Ironim IKUZANIM）*アカペラ
- ありがとうの花束（作詞：岡山真子）
- うたう（作詞：工藤直子）
- 風よ（作詞：フルリーナ）
- 自分の一歩（作詞：宮澤章二）
- それでそれでそれで（作詞：サトウハチロー）
- 地図（作詞：高階杞一）
- 雪（作詞：山村暮鳥）

混声合唱組曲『勇気の系譜』（作詞：宮澤章二）
- 勇気の系譜
- 青春前期
- さようならをいうまえに
- いつでも そこに

混声合唱とピアノのための組曲『いわかがみ』（作詞：野呂昶）
- 水仙
- 案山子
- はるしおん
- ふくろう
- いわかがみ

混声合唱組曲『ねむりのもりのはなし』（作詞：長田弘）
- ひとはねこを理解できない
- ライ麦の話
- ねむりのもりのはなし

混声合唱組曲『私たちは一人ではない』（作詞：長田 弘）
- 立ちつくす
- 春のはじまる日
- 私たちは一人ではない

混声合唱組曲『夢の続き』（作詞：みなづきみのり）
- 風景
- 繰り返す
- 誰かと誰かが
- 夢の続き

混声合唱組曲『燕の歌』（作詞：立原道造）
- 旅装
- のちのおもひに
- どうして 不意に
- 唄
- 燕の歌

混声合唱組曲『光のために』（作詞：立原道造）
- 爽やかな五月に
- 落葉林で
- 朝に
- 樹木の影に

混声合唱とピアノのための組曲『ふるさとのように』（作詞：堤江実）
- ワクワク
- かわせみをみる
- 希望
- 雪
- ふるさとのように

混声合唱組曲『美しきためいき』（作詞：サトウハチロー）
- 風よしずかに
- ねんとんねんとん
- こんな咲きかたもわるくない
- オレンヂ色のコマ
- 美しきためいき
- この手はこの手は何をする

無伴奏混声合唱組曲『あこがれ』（作詞：新川和江）
- 質問
- ゆうべ　空の端っこに…
- 季節
- 冬はあまりに…
- あこがれ

無伴奏混声合唱曲集『Ten songs―世界のエレメント―』（作詞：みなづきみのり）
- 時の音
- 樹の音
- 地の音
- 波の音
- 空の音
- 火の音
- 星の音
- 風の音
- 夢の音
- 生命（いのち）の音～歌声

無伴奏混声合唱組曲『春が来たなら』（作詞：立原道造）
- 春が来たなら
- ゆうすげびと
- 永い午後に
- 真冬のかたみに……
- しあわせな一日は

合唱物語『パン屋さんの匂いでしょ』（作詞：みなづきみのり）
- クロワッサンのある朝食
- なんでもサンドイッチ
- あんパン食べよう
- パンはいつから～エジプトパン
- 菌は菌でもイースト菌
- クロックムッシュ！
- パン屋さんの匂いでしょ
- パンのマーチ

混声3部合唱
- 道を歩けば（作詞：山下晃代）

女声4部合唱
- 雪（作詞：山村暮鳥）

女声3部合唱
- ありがとうの花束（作詞：岡山真子）
- うたう（作詞：工藤直子）
- さんざえの祭り（作詞：野呂 昶）
- それでそれでそれで（作詞：サトウハチロー）
- わらい（作詞：金子みすゞ）

女声合唱組曲『花咲くままに 思ひ出よ』（作詞：立原道造）
- 初夏
- さふらん
- 私のいのちは
- 雨の言葉
- 雲の唄

女声合唱組曲『燕の歌』（作詞：立原道造）
- 旅装
- のちのおもひに
- どうして 不意に
- 唄
- 燕の歌

女声合唱組曲『風の五線譜』（作詞：高階杞一）
- 風の五線譜
- たまご
- フウセンカズラ
- 返事
- あとがき (『夜にいっぱいやってくる』)
- 水ぬるむ

女声合唱組曲『あしたが ある』（作詞：工藤直子）
- こんにちは
- わたし？
- 身の上ばなし
- ひかる
- あるく
- なんとかなる

女声合唱組曲『美しきためいき』（作詞：サトウハチロー）
- 風よしずかに
- ねんとんねんとん
- こんな咲きかたもわるくない
- オレンヂ色のコマ
- 美しきためいき
- この手はこの手は何をする

男声４部合唱
- 雪（作詞：山村暮鳥）

男声合唱とピアノのための組曲『さびしい宇宙』（作詞：丸山薫）
- さびしい宇宙
- ほんのすこしの言葉で
- 花の空想

無伴奏男声合唱組曲『世界でいちばん孤独な歌』（作詞：寺山修司）
- だいせんじがけだらなよさ
- みじかい別れのスケッチ
- 初恋の人が忘れられなかったら
- 見えない花のソネット
- さすらいの途上だったら

同声3部合唱
- 晴天（作詞：高階杞一）
- 約束（作詞：高階杞一）

児童(女声)合唱組曲『きみがすき』（作詞：松井信夫）
- けずらないえんぴつ
- なぜ？
- こえ
- もしも
- ほんとうの
- ゆめのなか
- かぜのこえ

同声2部合唱
- きりん（作詞：まど・みちお）

独唱・二重奏
- 再会 (オラトリオ ≪李陵≫より) 李陵と蘇武のデュオ（作詞：中島敦）
- 自分には今、一滴の涙も浮かんでこない (オラトリオ ≪李陵≫より) 李陵のアリア（作詞：中島敦）

## 受賞
- 2014年、混声合唱組曲『ねむりのもりのはなし』で第25回朝日作曲賞を受賞[3]。